# Isaline Sager-Weider
Isaline Sager-Weider, née le 5 juillet 1988 à Colmar (Haut-Rhin), est une joueuse internationale française de volley-ball évoluant au poste de centrale.
Joueuse professionnelle depuis 2007, elle mesure 1,85 m et joue pour l'équipe de France depuis 2012. 

## Biographie

### Jeunesse et formation

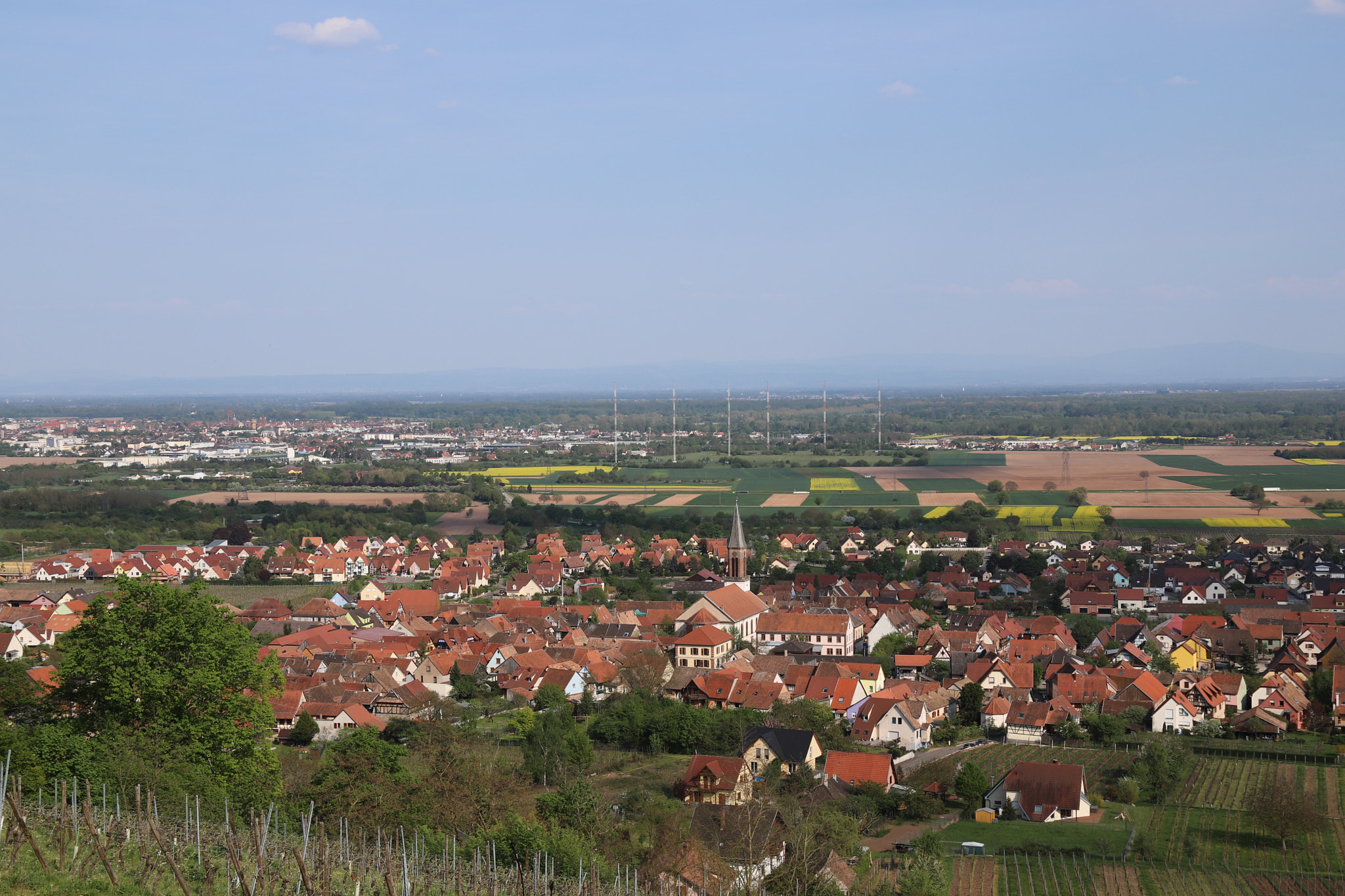
Kintzheim dans le Bas-Rhin.

Originaire de Kintzheim, petit village situé sur la route des vins d'Alsace, elle commence la pratique du volley-ball sur le tard, à ses 14 ans, après avoir évolué dans plusieurs sports. Elle intègre par la suite le Pôle Espoirs de sa région puis le centre de formation de l’ASPTT Mulhouse. C'est à cette période de l'adolescence qu'elle fait la connaissance de Christina Bauer, centrale et alsacienne comme elle. Elle déclare en 2018 sur cette relation : « C’est ma meilleure amie ; au lycée, nous étions toujours assises l’une à côté de l’autre. Elle a avancé un peu plus vite que moi ».

### Carrière en club
La proposition de contrat du club mulhousien la fait ensuite basculer dans l’univers professionnel, avec lequel elle découvre notamment la Ligue des champions. Elle suit également en parallèle des études de STAPS, qu'elle effectue jusqu’au Master. Suivent ensuite 5 années à Vandœuvre Nancy et un transfert au Stade français Paris Saint-Cloud qu’elle découvre à la fin de l’été 2018. « C’est un projet sportif qui me convient, je pense que j’avais besoin d’apprendre de nouvelles choses, j’ai eu un bon feeling avec l’entraîneur qui a su me convaincre. Je n’ai pas forcément rêvé un jour d’habiter à Paris, mais c’est un truc à faire une fois dans sa vie » dit-elle après sa signature. Après 2 saisons avec le club parisien, elle passe une année au RC Cannes puis une autre avec Terville Florange OC.
En 2022, elle rejoint les Neptunes de Nantes.
En 2023, elle effectue son retour au Volley Mulhouse Alsace, son club formateur. Elle annonce en mars 2024 mettre un terme à sa carrière de joueuse à l'issue de la saison en cours.

### En sélection
Elle intègre la sélection nationale en catégorie cadette, puis en équipe de France A à partir de 2012.
Avec l'équipe de France militaire, elle remporte une historique médaille de bronze à l'occasion du Championnat du monde 2018.
Elle dispute sa première grande compétition lors du Championnat d'Europe 2021 où les Françaises réalisent l'exploit d'atteindre les quarts de finale, constituant une première depuis 2013.

## Clubs
- ASPTT Mulhouse (2007–2013)
- Vandœuvre Nancy (2013–2018)
- SF Paris Saint-Cloud (2018–2020)
- RC Cannes (2020–2021)
- Terville Florange OC (2021–2022)
- Neptunes de Nantes (2022–2023)
- Volley Mulhouse Alsace (2023–2024)

## Palmarès

### En sélection nationale
- Ligue européenne (1) : 
  -  Vainqueur en 2022.

- Tournoi de France (amical) : 
  - Finaliste en 2022.

- Championnat du monde militaire :
  -  3e place en 2018.

### En club
- Championnat de France :
  - Finaliste en 2008, 2009, 2010, 2011, 2012.

- Coupe de France :
  - Finaliste en 2009, 2010, 2012, 2024.

- Championnat de France Élite (1) :
  - Vainqueur en 2015.

## Autres activités
Isaline Sager-Weider est également investie dans le handisport. Elle est présidente de la commission volley-ball assis à la Fédération française de volley et entraîneure adjointe du groupe France des sourdes et malentendantes. Elle passe aussi ses diplômes d’entraîneure. Elle affirme en 2018 : « J’ai besoin d’autres projets et d’avoir le plus de cartes possible quand le volley s’arrêtera, j’aimerais vraiment travailler plus tard dans le sport à handicap, l’entraînement me plaît aussi ».